# Cours (Lot)
Pour les articles homonymes, voir Cours.
Cours est une ancienne commune française, qui, depuis janvier 2017, fait partie de la commune nouvelle de Bellefont-La Rauze, située dans le département du Lot en région Occitanie.

## Géographie

### Situation
Cours se trouve à une dizaine de kilomètres au nord-est du chef-lieu du département, Cahors.

### Relief et hydrographie
Cours est située sur le causse qui domine la vallée du Vers. La commune fait partie du parc naturel régional des Causses du Quercy
Le ruisseau de Nadillac et le ruisseau de Nouaillac, affluent du Lot, sont les principaux cours d'eau.

### Communes limitrophes
| Francoulès                     | Nadillac               | Cras      |
| Valroufié (Bellefont-La Rauze) | Cours                  | Cabrerets |
|                                | Vers (Saint Géry-Vers) |           |

### Villages et lieudits
Le principal village est Saint-Michel-de-Cours. On trouve aussi, du nord au sud : Gironde, Le Pech de l'Aur, Le Pech, Bauylut, Marty, La Boissière, La Devèze

### Voies de communication
L'autoroute A20 (Vierzon-Montauban) passe à l'ouest de la commune près de Saint-Michel-de-Cours. L'entrée la plus proche (Cahors Nord) se trouve à environ 3 km sur la bretelle raccordant l'autoroute à la D820 (Brive-Cahors).
À l'est de la commune passe la D653 reliant Cahors à Figeac. À Saint-Michel-de-Cours se croisent la D7 (Cahors-Cras) et la D49.

## Toponymie
Le nom de « Cours » vient du mot latin cohors, cohortis, en bas latin cortis, qui en français donne « cort » », puis « cour », qui désigne au départ le centre d'un domaine, puis l'ensemble des terres d'un domaine.
Un lieudit de Cours s'appelle « Gironde ».

## Histoire

### Vue d'ensemble
Avant 1789, sous l'Ancien Régime, la paroisse de Cours est une circonscription religieuse (catholique) qui relève du diocèse de Cahors (correspondant au Quercy, l'ancien territoire du peuple gaulois des Cadurques) et une unité administrative (registre des baptêmes, mariages et sépultures tenu par le curé ; élection par les paroissiens d'un syndic chargé de les représenter devant l'administration royale, notamment fiscale) relevant de la généralité de Montauban et de l'élection de Cahors.
La commune de Cours est créée en 1790, au début de la Révolution française, avec le même territoire que la paroisse (qui continue d'exister en tant que circonscription religieuse). Dans le département du Lot, créé au même moment, la commune fait partie du district de Cahors (1790-1795) et du canton de Saint-Géry. Après la création des arrondissements (sous-préfectures) en 1800, elle fait partie de l'arrondissement de Cahors.
La commune atteint son apogée démographique en 1831 (791 habitants) et 1846 (795) contre 600 en 1800 (en 1793, seulement 412, mais les circonstances sont particulières, dans le contexte de la Terreur). Le minimum se situe en 1975 (140), après une longue période d'exode rural, mais la population remonte depuis lors, atteignant 288 habitants en 2014.
En janvier 2017, Cours est intégrée, ainsi que Laroque-des-Arcs et Valroufié, à la nouvelle commune de Bellefont-La Rauze. Elle devient une commune associée, dotée d'un maire délégué et d'une mairie annexe. La mairie de Bellefont-La Rauze se trouve dans le centre de Laroque-des-Arcs, situé sur le Lot, près de Cahors.

### Liste des maires de Cours de 1799 à 2016)
| Période                                  | Période       | Identité                   | Étiquette     | Qualité     |
| ---------------------------------------- | ------------- | -------------------------- | ------------- | ----------- |
| 1799                                     | 1808          | Géraud Souques             |               |             |
| 1808                                     | 1813          | Jean Calvet                |               |             |
| 1813                                     | 1825          | Paul Laur                  |               |             |
| 1825                                     | 1831          | Jean Calvet                |               |             |
| 1832                                     | 1848          | Jean Louis Souques         |               |             |
| 1848                                     | 1860          | Guillaume Laur             |               |             |
| 1860                                     | 1865          | Pïerre Magot               |               |             |
| 1865                                     | 1870          | Lemaire                    |               |             |
| 01.1871                                  | 02.1871       | Pierre Magot               |               |             |
| 1871                                     | 1876          | Jean Baptiste Marie Goudal |               |             |
| 1876                                     | 1878          | Jean Pierre Marron         |               |             |
| 1878                                     | 1883          | Jean Baptiste Marie Goudal |               |             |
| 1883                                     | 1902          | Gustave Jouches            |               |             |
| mars 2001                                | mars 2014     | Jean-Pierre Molesin        | Apparenté PCF | Instituteur |
| mars 2014                                | décembre 2016 | Martine Fournier-Breuillé  |               |             |
| Les données manquantes sont à compléter. |               |                            |               |             |

## Politique et administration
| Période                                  | Période  | Identité                  | Étiquette | Qualité                                           |
| ---------------------------------------- | -------- | ------------------------- | --------- | ------------------------------------------------- |
| janvier 2017                             | En cours | Martine Fournier-Breuillé |           | Aussi maire de la commune nouvelle de 2017 à 2020 |
| Les données manquantes sont à compléter. |          |                           |           |                                                   |

## Démographie
L'évolution du nombre d'habitants est connue à travers les recensements de la population effectués dans la commune depuis 1793. À partir du 1er janvier 2009, les populations légales des communes sont publiées annuellement dans le cadre d'un recensement qui repose désormais sur une collecte d'information annuelle, concernant successivement tous les territoires communaux au cours d'une période de cinq ans. 
Pour les communes de moins de 10 000 habitants, une enquête de recensement portant sur toute la population est réalisée tous les cinq ans, les populations légales des années intermédiaires étant quant à elles estimées par interpolation ou extrapolation. Pour la commune, le premier recensement exhaustif entrant dans le cadre du nouveau dispositif a été réalisé en 2005,.
En 2014, la commune comptait 288 habitants, en évolution de +1,05 % par rapport à 2009 (Lot : +0,05 %, France hors Mayotte : +2,49 %).
| 1793 | 1800 | 1806 | 1821 | 1831 | 1836 | 1841 | 1846 | 1851 |
| ---- | ---- | ---- | ---- | ---- | ---- | ---- | ---- | ---- |
| 412  | 665  | 662  | 749  | 794  | 785  | 775  | 795  | 779  |

| 1856 | 1861 | 1866 | 1872 | 1876 | 1881 | 1886 | 1891 | 1896 |
| ---- | ---- | ---- | ---- | ---- | ---- | ---- | ---- | ---- |
| 766  | 768  | 746  | 719  | 695  | 673  | 641  | 658  | 611  |

| 1901 | 1906 | 1911 | 1921 | 1926 | 1931 | 1936 | 1946 | 1954 |
| ---- | ---- | ---- | ---- | ---- | ---- | ---- | ---- | ---- |
| 531  | 515  | 502  | 351  | 296  | 249  | 235  | 212  | 177  |

| 1962 | 1968 | 1975 | 1982 | 1990 | 1999 | 2005 | 2010 | 2014 |
| ---- | ---- | ---- | ---- | ---- | ---- | ---- | ---- | ---- |
| 169  | 158  | 140  | 166  | 214  | 233  | 257  | 300  | 288  |

## Culture locale et patrimoine

### Lieux et monuments
- Aqueduc romain de Divona, c'est-à-dire de Cahors (Divona Cadurcorum) : il passe dans la partie Est de Cours, notamment au niveau de la D166[11], route secondaire qui relie la D49 à la D653.
- Église Saint-Clair à Saint-Michel-de-Cours.
- Grange étable de Saint-Michel-de-Cours[12]

### Héraldique
| Blason de Cours | Blason  | Parti: au premier de sable au lion d’argent, au deuxième de sinople au pampre feuillé, vrillé du champ et fruité de deux pièces de gueules; le tout sommé d’un chef d’azur chargé de cinq étoiles d’or posées 3 et 2. |
| Blason de Cours | Détails | Le statut officiel du blason reste à déterminer. |